# Карлос дель Косо
Карлос дель Косо (ісп. Carlos del Coso, 24 квітня 1933) — іспанський хокеїст на траві.
Бронзовий призер Олімпійських Ігор 1960 року, учасник 1964, 1968 років.